# Kaukázusi pirók
A kaukázusi pirók (Carpodacus rubicilla) a madarak osztályának verébalakúak (Passeriformes) rendjébe és a pintyfélék (Fringillidae) családjába tartozó faj.

## Rendszerezése
A fajt Johann Anton Güldenstädt német ornitológus és utazó írta le 1775-ben, a Loxia nembe Loxia rubicilla néven.

## Alfajai
- Carpodacus rubicilla rubicilla (Güldenstädt, 1775) - a Kaukázus középső és keleti része
- Carpodacus rubicilla diabolicus (Koelz, 1939) - Afganisztán északkeleti része és Tádzsikisztán
- Carpodacus rubicilla kobdensis (Sushkin, 1925) - Közép-Szibéria déli része, nyugat-Mongólia és Kína északkeleti része
- Carpodacus rubicilla severtzovi (Sharpe, 1886) - Kazahsztán keleti része és onnan keletre közép-Kína nyugati részéig, valamint a Himalája nyugati vonulatai Pakisztán, India és Nepál területén [2]

## Előfordulása
Ázsiában, Afganisztán, Azerbajdzsán, Kína,  Grúzia, India, Kazahsztán, Kirgizisztán, Mongólia, Nepál, Pakisztán, Oroszország, Tádzsikisztán és Üzbegisztán területén honos. 
Természetes élőhelyei a tundrák, mérsékelt övi gyepek és cserjések, valamint vidéki kertek. Magassági vonuló.

## Megjelenése
Testhossza 21 centiméter. A hím tollazata vörös, a tojóé barnásszürke.
|  |  |

## Természetvédelmi helyzete
Az elterjedési területe rendkívül nagy, egyedszáma pedig stabil. A Természetvédelmi Világszövetség Vörös listáján nem fenyegetett fajként szerepel.